# Straßenbahn Iași
Die Straßenbahn Iași ist das elektrische Verkehrsnetz der Stadt Iași (deutsch: Jassy) im Nordosten Rumäniens. Mit einer Gleislänge von 82,6 Kilometern gehört sie zu den längeren Straßenbahnnetzen in Rumänien. In Rumänien besitzen neben Iași nur die Straßenbahn Arad sowie die derzeit stillgelegte Straßenbahn Hermannstadt (Sibiu) ein meterspuriges Gleisnetz. Zurzeit verkehren neun Linien und bedienen 55 Haltestellen.

## Geschichte

### Anfänge
Aufgrund des Gesetzes Nr. 713 über die Konzessionierung der Straßenbahn Iași, das am 25. Februar 1898 von König Karl I. erlassen wurde, unterzeichnete der Rat der Stadt Iași, vertreten durch den Bürgermeister Nicolae Gane, am 19. März 1898 mit der deutschen Firma AEG aus Berlin einen Vertrag über den Bau eines elektrischen Straßenbahnnetzes. Zum ersten Direktor der Straßenbahn Iași (1898–1901) wurde der Ingenieur Carol Litarszek ernannt.
Am 1. März 1900 wurde die erste elektrische Straßenbahn auf der Strecke zwischen Bahnhof und Rathaus in Betrieb genommen, noch im selben Jahr folgten weitere Strecken. Wie die Zeitung Ecoul Moldovei am 24. Februar 1900 meldete, verkehrte die Straßenbahn von 7 bis 23 Uhr in einem 7,5-Minuten-Takt. Der Preis für eine Hin- und Rückfahrt betrug 15 Bani.
Im Jahr 1901, ein Jahr nach der Eröffnung, waren fünf Linien in Betrieb (Bahnhof ↔ Piața Unirii, Păcurari ↔ Nicolina, Copou ↔ Socola, Strada Albă ↔ Abator und Târgu Cucu ↔ Sărărie), auf denen 19 Wagen verkehrten. Das Streckennetz erreichte eine Länge von 17,3 Kilometern mit vier Linien und war damit das größte in Rumänien, größer als in Brăila, Galați und Bukarest.

### Zwischenkriegszeit
Im Jahr 1916 wurden mit dem Eintritt Rumäniens in den Krieg die rumänischen Aktivitäten der AEG verstaatlicht und vier Jahre später übernahm die Stadt Iași die Anlagen und Fahrzeuge der Straßenbahn in eigene Verwaltung. Am 8. Juni 1924 wurde die Societatea Comunală de Electricitate Iași (SCEI, deutsch: Kommunale Elektrizitätsgesellschaft Jassy) gegründet. Im Jahr 1929 wurden die Straßenbahnwagen nach Plänen der Ingenieure Huhulea und Dorogan modernisiert.
Der Zweite Weltkrieg war eine Zeit des Niedergangs der Straßenbahn Iași. Während im Jahr 1938 45 Straßenbahnwagen im Einsatz waren, war die Zahl der betriebsfähigen Bahnen im Jahr 1945 auf 19 gesunken.

### Zeit der kommunistischen Herrschaft

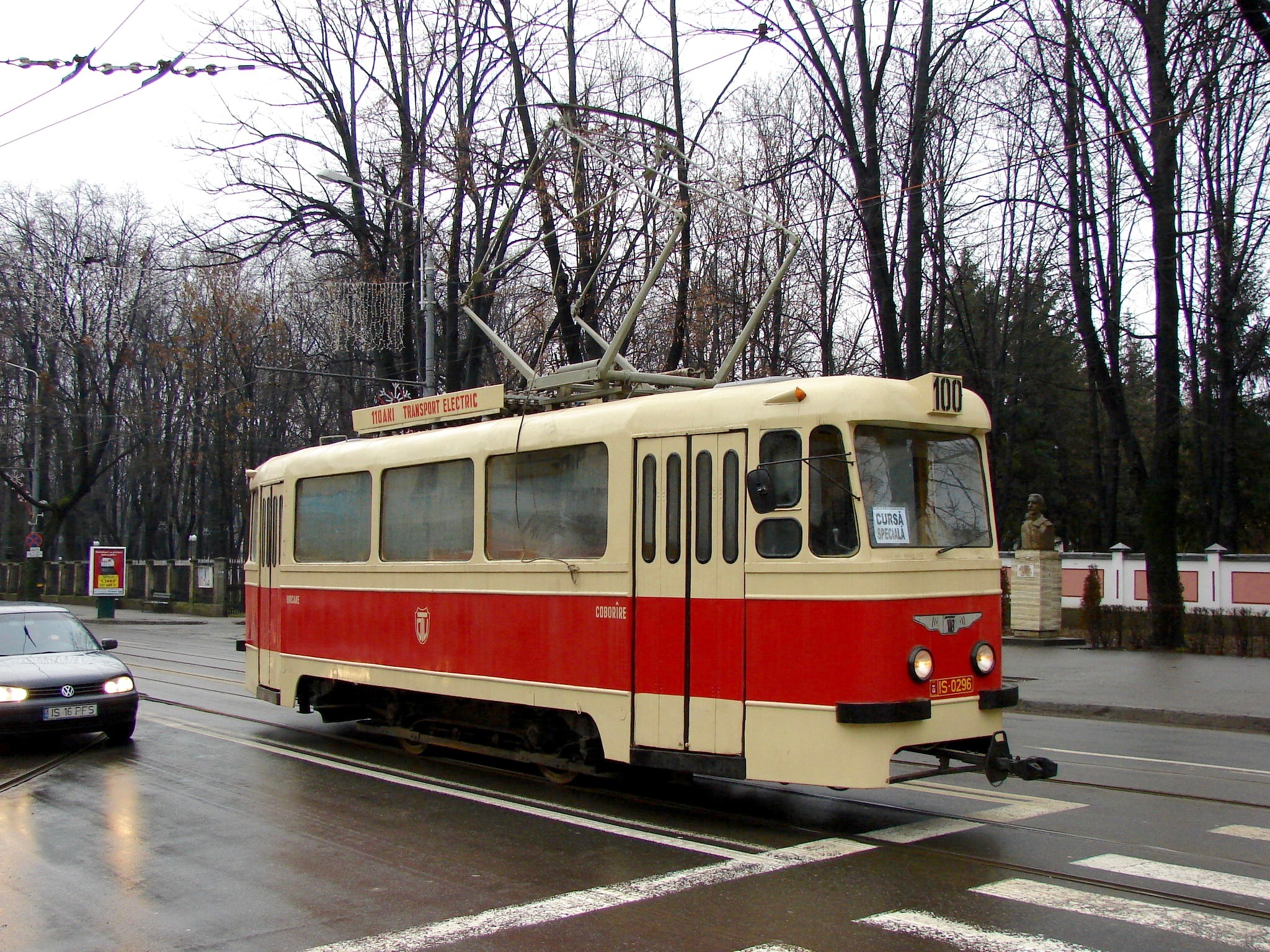
Historischer Zweiachser Nummer 100 im Jahr 2008

Nach dem Zweiten Weltkrieg wurde der Betrieb der Straßenbahn in Iași mehrfach in folgende Gesellschaften umorganisiert: E.T.A.C.S. (Electricitate, Tramvaie, Apă, Canal, Salubritate) (1949–1957), Întreprinderea Comunală de Electricitate și Transport (I.C.E.T.) (1957–1961), Întreprinderea de Transport Iași (I.T.I.) (1961–1979), Întreprinderea Județeană de Transport Local (IJTL) Iași (1979–1990).

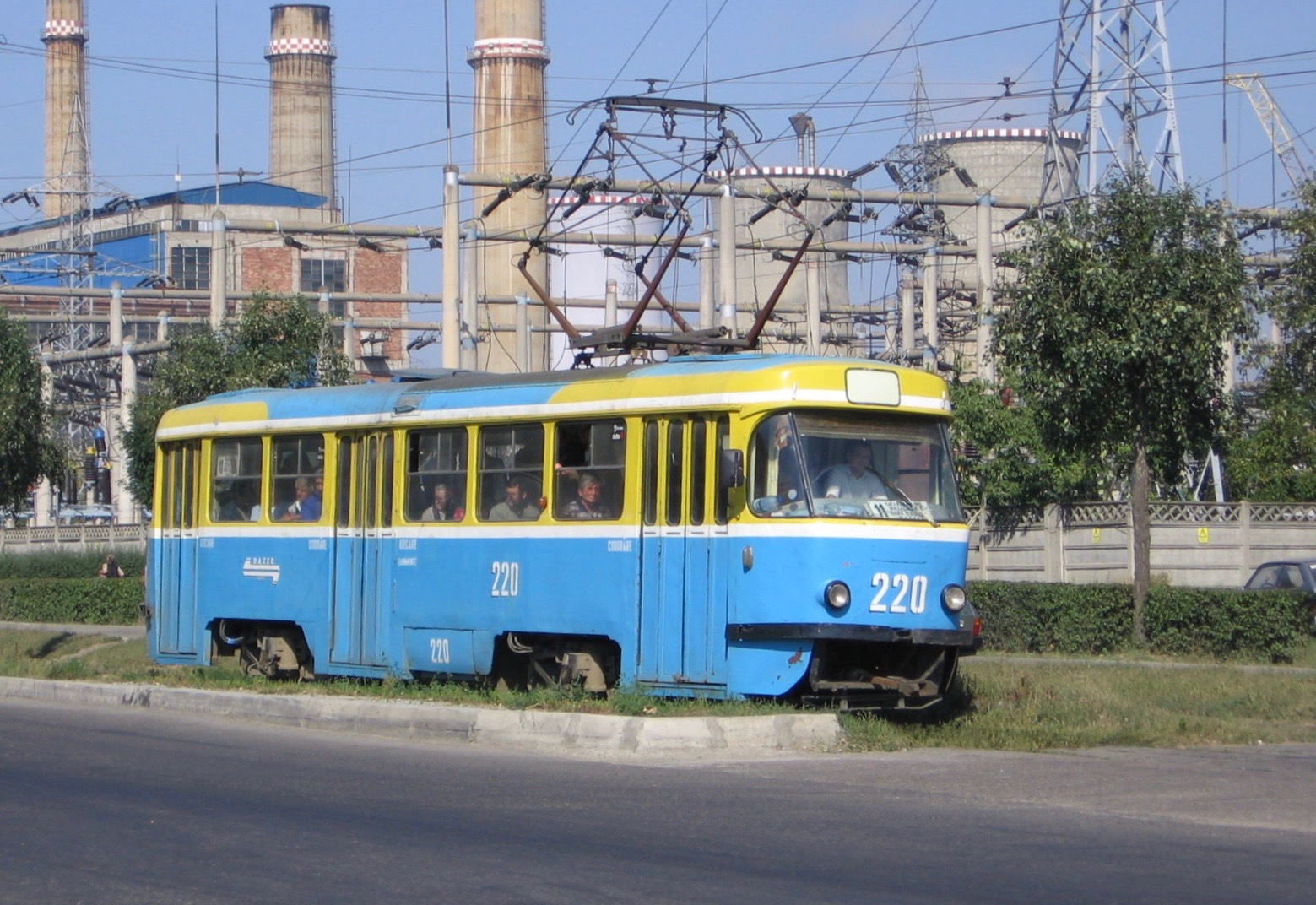
Tatra T4R Nr. 220, Calea Chișinăului (2005)

Im Zeitraum von 1948 bis 1990 wurden viele Arbeiten zur Erweiterung und Modernisierung des Straßenbahnnetzes unternommen. Es kamen neue Straßenbahnwagen der Typen V56 (seit 1959), Tatra T4R (seit 1978) und Timiș 2 (seit 1981) zum Einsatz. Der Wagenpark wuchs von Jahr zu Jahr und erreichte im Jahr 1970 die Zahl von 128 Fahrzeugen. Außerdem wurden neue Depots gebaut: 1976 wurde der Straßenbahnbetriebshof an der Strada Uzinei eröffnet und 1983 der Straßenbahn- und Omnibusbetriebshof in Dacia.

### Nach 1990

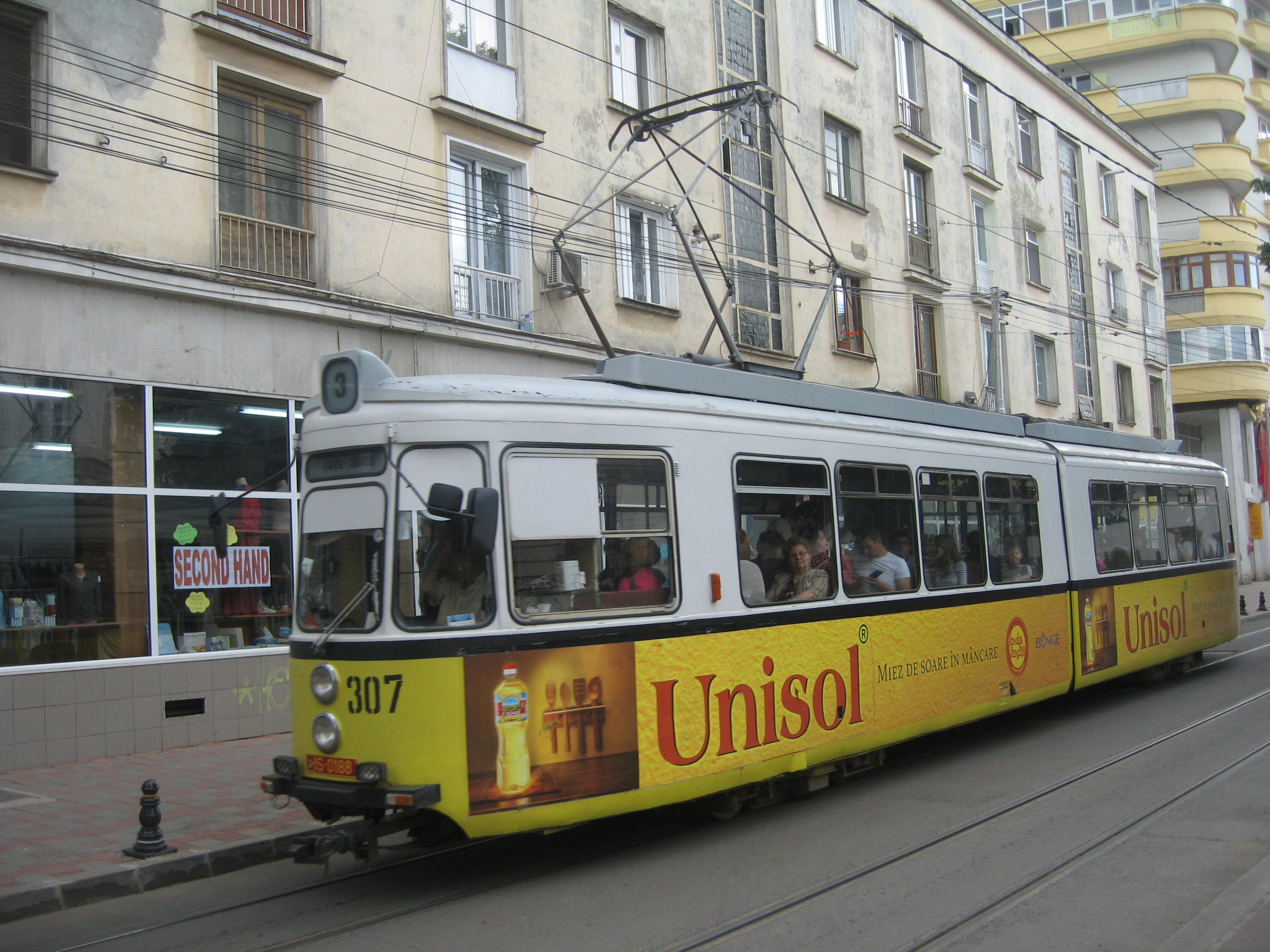
GT4 307, ehemals Stuttgart 620, in der Innenstadt.

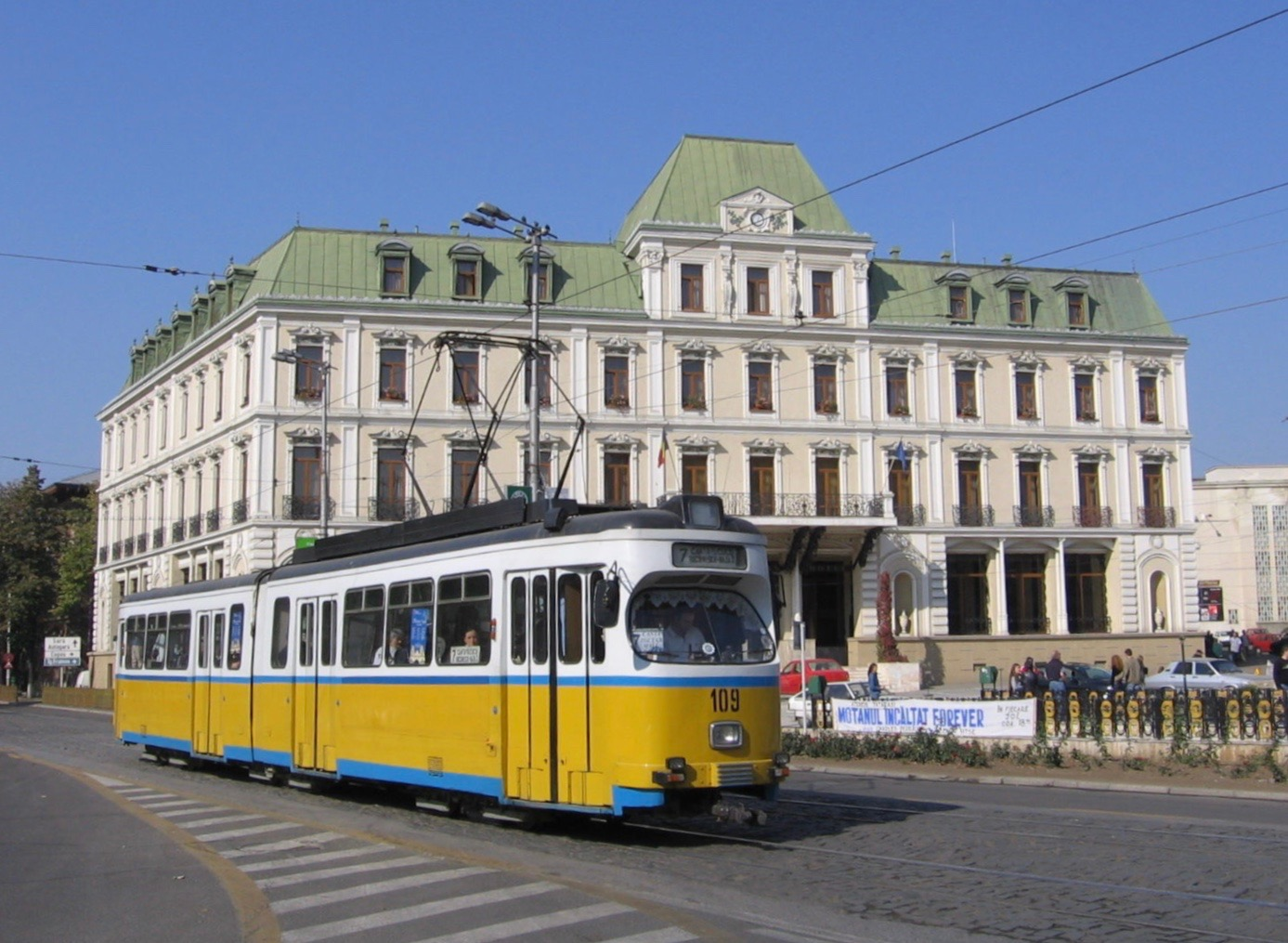
Wagen 107 des Typs ST7 aus Darmstadt auf der Linie 6 vor dem Grand Hotel Traian, 2005.

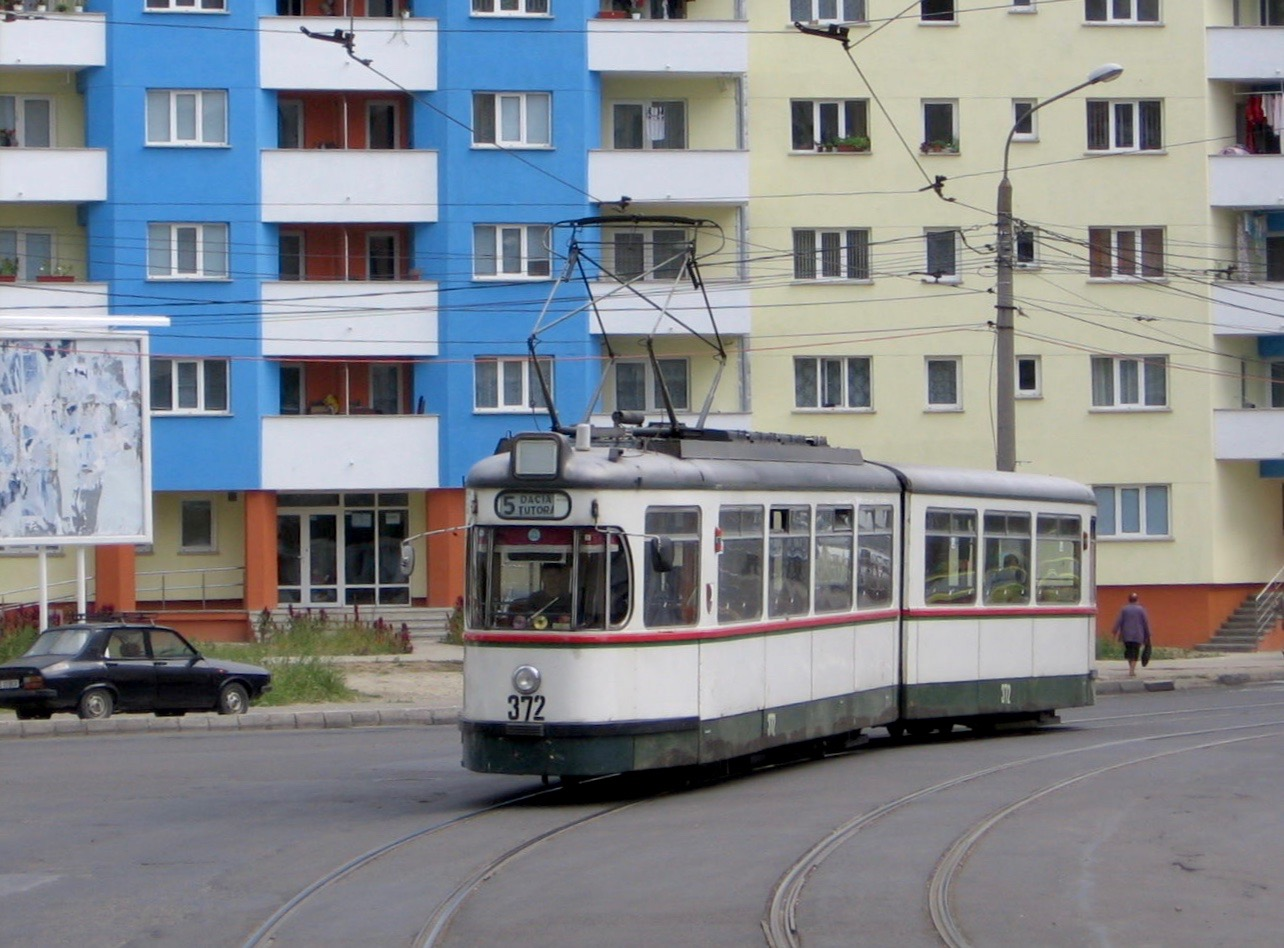
Ein GT5 aus Augsburg auf der Linie 6, 2005.

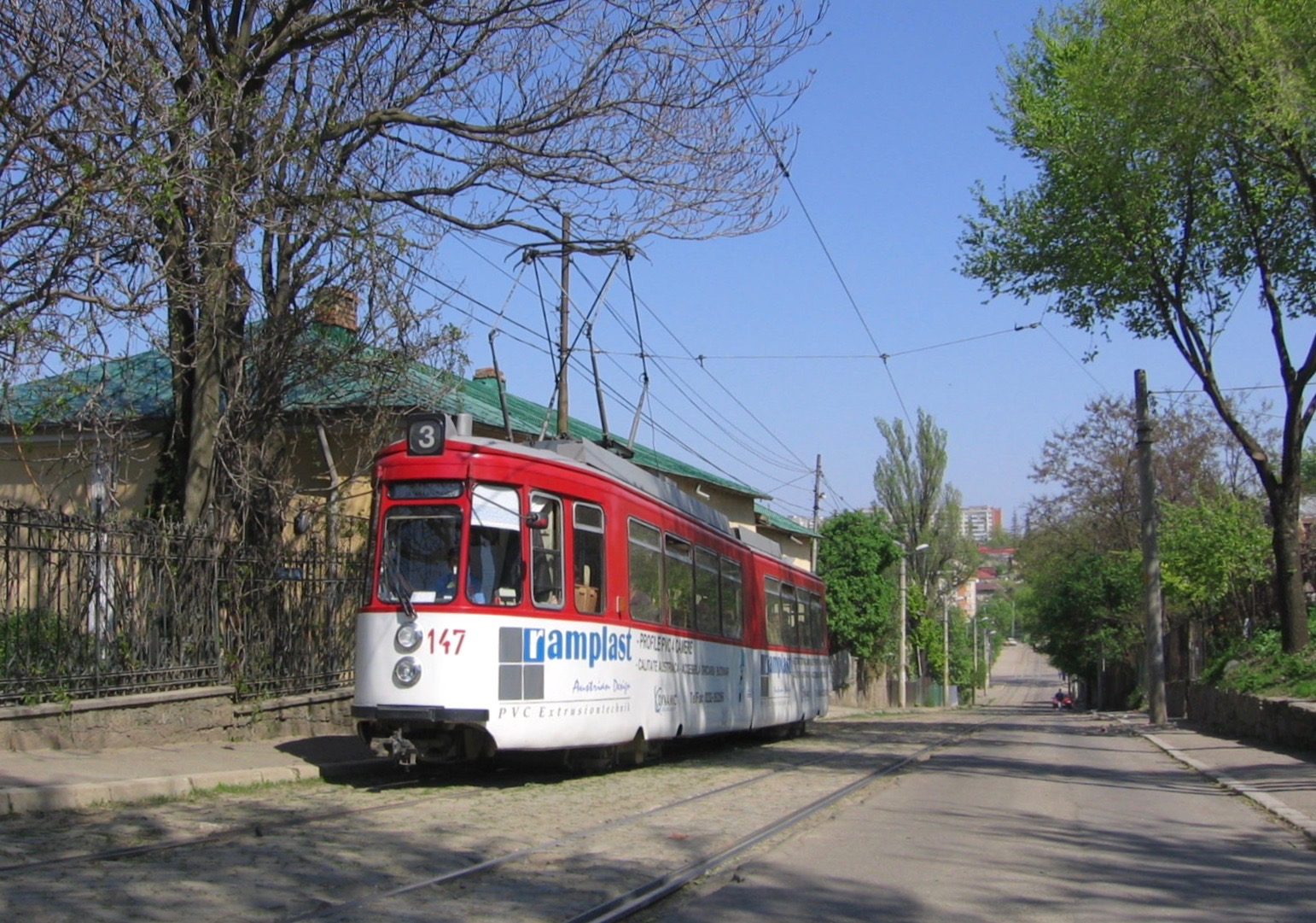
GT4 Nummer 147 aus Halle (ursprünglich Stuttgart) auf der Linie 3 in der Strada Padurii.

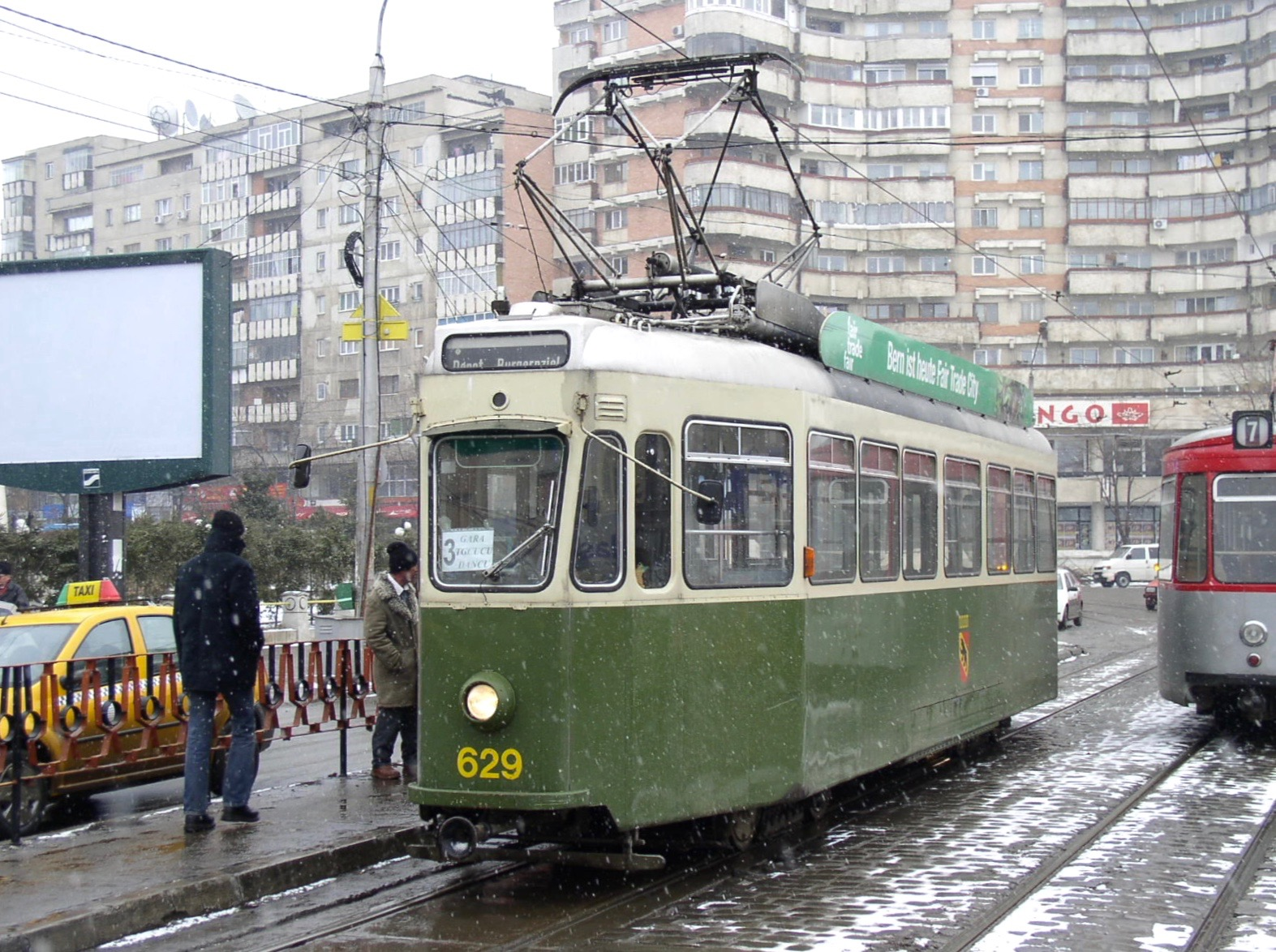
Schweizer Standardwagen Nummer 154 (ehemals Bern 629, gebaut 1961) auf der Linie 3 am Bahnhof

Nach der Rumänischen Revolution 1989 wurde die Regia Autonomă de Transport în Comun (R.A.T.C.) gegründet, die die frühere I.J.T.L. Iași ablöste. Aufgrund der Tatsache, dass in Rumänien nach 1989 keine Straßenbahnwagen mehr produziert wurden, konnte die R.A.T.C. keine neuen Fahrzeuge erwerben. Stattdessen wurden Altbauwagen des Typs V58 in der eigenen Werkstatt modernisiert (ab 1991) und außerdem gebraucht aus Oradea übernommene Normalspur-Wagen der Typen V2A und V3A zwischen 1992 und 1996 vom Unternehmen S.C. Nicolina S.A. (der ehemaligen Eisenbahnwerkstatt Iași) umgespurt. Im Jahr 1997 verfügte die Straßenbahn Iași über 159 Wagen, im selben Jahr begann die Übernahme zahlreicher Gebrauchtwagen aus Deutschland und der Schweiz.
| Jahr | Fahrzeugtyp       | Ursprünglicher Einsatzort | Anzahl | Letztes Einsatzjahr in Iași | Bemerkungen |
| ---- | ----------------- | ------------------------- | ------ | --------------------------- | --- |
| 1997 | Esslingen GT4     | Stuttgart                 | 10     | 2022                        | |
| 1998 | Tatra T4D         | Halle (Saale)             | 19     | 2009                        | |
| 1998 | ST7               | Darmstadt                 | 9      | 2009                        | |
| 1998 | ST8               | Darmstadt                 | 7      | 2009                        | |
| 2000 | Esslingen GT4     | Stuttgart                 | 15     | 2022                        | |
| 2000 | Tatra T4D         | Halle (Saale)             | 8      | 2009                        | |
| 2001 | MAN GT5           | Augsburg                  | 14     | 2013                        | Wagen 354 als Museumswagen erhalten.                                                                                     |
| 2003 | Esslingen GT4     | Halle (Saale)             | 27     |                             | Zuvor in Stuttgart im Einsatz.                                                                                           |
| 2003 | Be 4/4 + B4       | Bern                      | 6      | 2019                        | Schenkung durch das schweizerische Staatssekretariat für Wirtschaft (SECO).                                              |

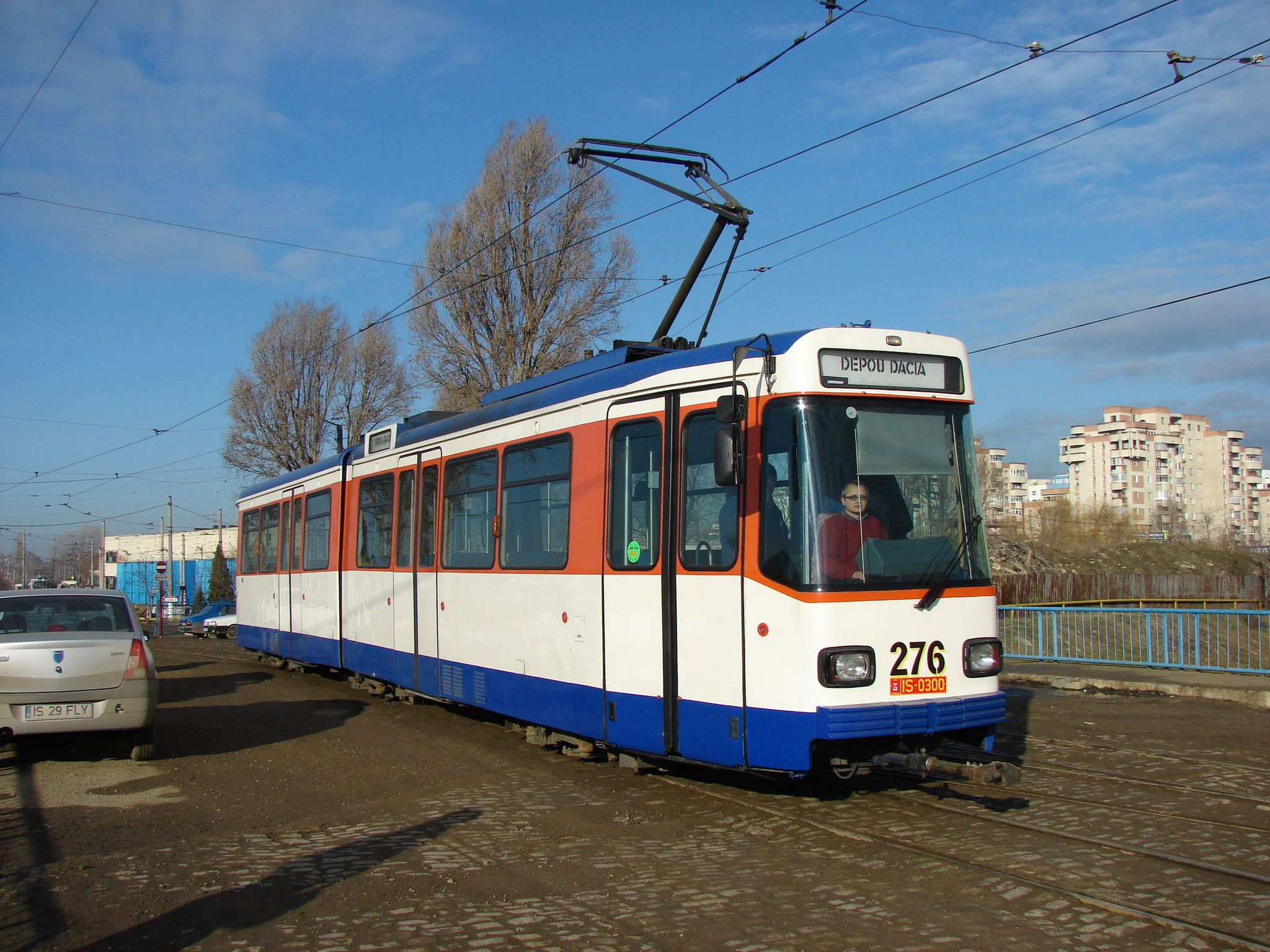
Wagen 276 des Typs ST10, ehemals Darmstadt 7604 am Betriebshof Dacia, 2008.

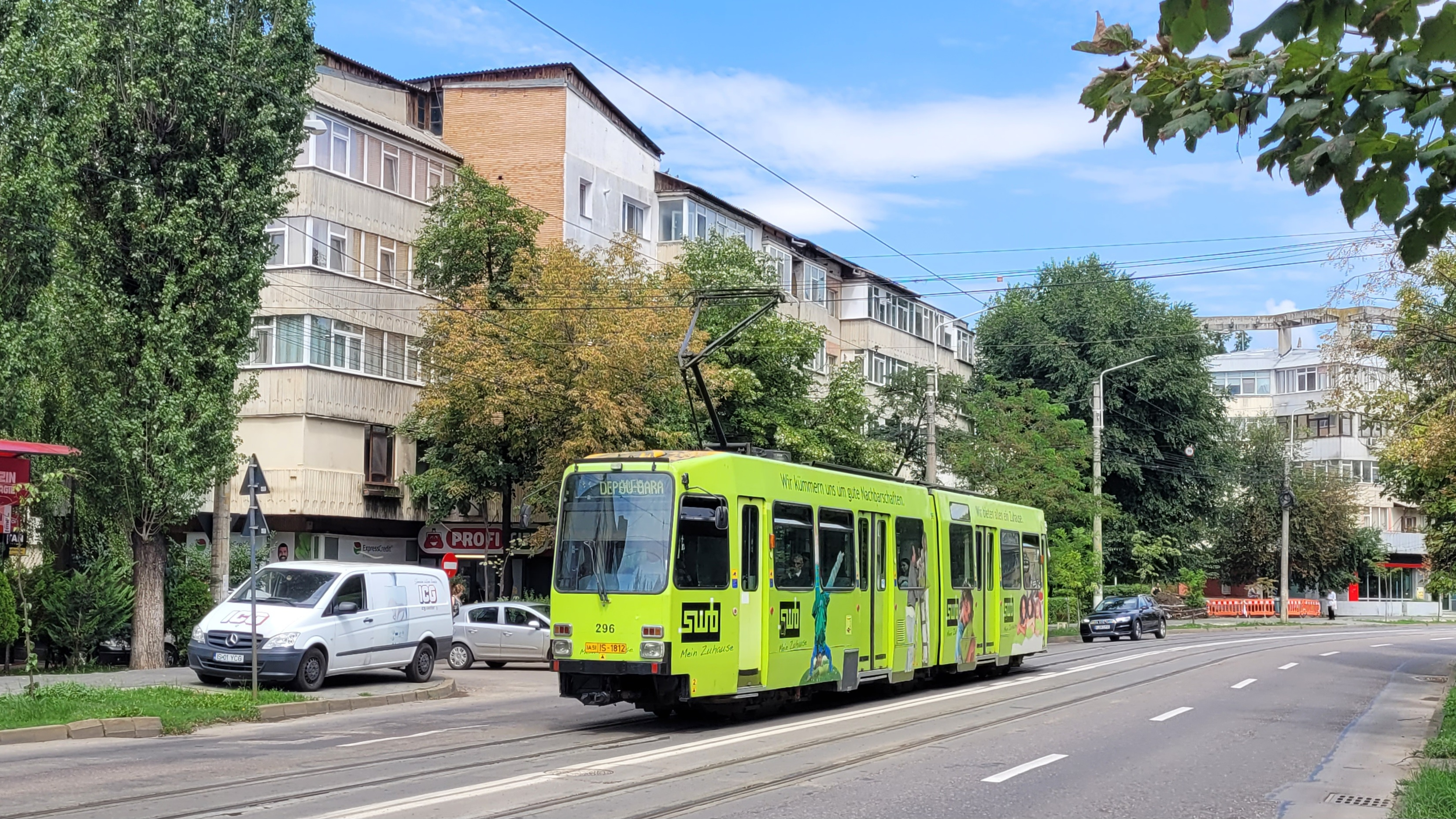
Düwag M6D mit deutscher Werbung im Stadtteil Tătărași Sud.

| 2004 | Be 4/4 + B4       | Bern                      | 3      | 2019                        | Schenkung durch das schweizerische Staatssekretariat für Wirtschaft (SECO). Der Zug 156 ist als Recycling-Bahn erhalten. |
| 2004 | Esslingen GT4     | Augsburg                  | 10     |                             | Zuvor in Stuttgart im Einsatz.                                                                                           |
| 2007 | Waggon-Union ST10 | Darmstadt                 | 7      |                             | Derzeit abgestellt, Wiederinbetriebnahme fraglich.                                                                       |
| 2007 | Waggon-Union ST11 | Darmstadt                 | 3      | 2018                        | |
| 2007 | Esslingen GT4     | Stuttgart                 | 31     |                             | |
| 2008 | Be 8/8            | Bern                      | 4      | 2022                        | Schenkung durch das schweizerische Staatssekretariat für Wirtschaft (SECO).                                              |
| 2009 | Esslingen GT4     | Augsburg                  | 13     |                             | Zuvor in Stuttgart im Einsatz.                                                                                           |
| 2009 | MAN GT8           | Augsburg                  | 1      | 2022                        | Schenkung durch das schweizerische Staatssekretariat für Wirtschaft (SECO).                                              |
| 2010 | Be 8/8            | Bern                      | 10     |                             | |
| 2012 | MAN GT8           | Augsburg                  | 9      |                             | |
| 2012 | Esslingen GT4     | Nordhausen                | 3      |                             | Zuvor in Stuttgart im Einsatz.                                                                                           |
| 2018 | Düwag M6D         | Mülheim (Ruhr)            | 8      |                             | |
| 2018 | Düwag M8C         | Essen                     | 7      |                             | |

In den Jahren 1995 und 1996 wurde diskutiert, das Straßenbahnnetz in Iași auf Normalspur (1435 Millimeter) umzuspuren. Dies wurde aber nicht weiter verfolgt, weil die Kosten mehr als 400 Millionen Euro betragen hätten, die Arbeiten mehr als zwei Jahre in Anspruch genommen hätten und dabei insbesondere der Automobilverkehr beeinträchtigt worden wäre. Außerdem würden normalspurige Straßenbahnen schlechter in die engen Gassen der Innenstadt von Iași passen.
Im Jahr 1997 wurde die Strecke Podu Roș ↔ CUG 2 (heute Tehnopolis) nach einem Unfall an der Schleife CUG 1 am 29. März 1997 stillgelegt. Hier kam es zu einem Zusammenstoß des Triebwagens Tatra T4R 203 mit dem Timiș 2-Beiwagen 343. Die Straßenbahnen verkehrten noch zwei Wochen lang, dann wurden die Linien 9 und 10 stillgelegt. Erst am 13. Dezember 2015 konnte die Strecke nach umfangreichen Sanierungsarbeiten wiedereröffnet werden.
Zwischen 2002 und 2006 war die R.A.T.C. Iași in zwei Gesellschaften aufgespalten: Regia Autonomă de Transport Electric în Comun Iași (RATEC) und S.C. „Autobuzul“ S.A. Nach der Wiedervereinigung erhielt die Gesellschaft den Namen Regia Autonoma de Transport Public Iași (RATP). Seit dem 1. Oktober 2016 firmiert der Verkehrsbetrieb als Compania de Transport Public Iași (CTP).
Im Jahr 2013 wurde versuchsweise ein GT4 durch die Waggonfabrik Remar Pașcani umfangreich modernisiert. Aus verschiedenen Gründen unterblieb ein serienmäßiger Umbau, der Prototyp ist mittlerweile abgestellt.
Im ersten Jahrzehnt des 21. Jahrhunderts begann ein umfassendes Programm zur Sanierung der Straßenbahngleise. Folgende Abschnitte wurden saniert: Pasaj Nicolina ↔ Podul de Piatră, Podul de Piatră ↔ Bahnhof ↔ Billa ↔ Canta, Pasajul Alexandru cel Bun, Strada Arcu ↔ Centru ↔ Târgu Cucu ↔ Cinci Drumuri, Tătărași Sud ↔ Tătărași Nord ↔ Strada Nicoriță. Um 2020 folgten Sanierungen in den Straßen Strada Pădurii, Bulevardul Tudor Vladimirescu und Bulevardul Virgil Săhleanu sowie der Linie nach Dancu.

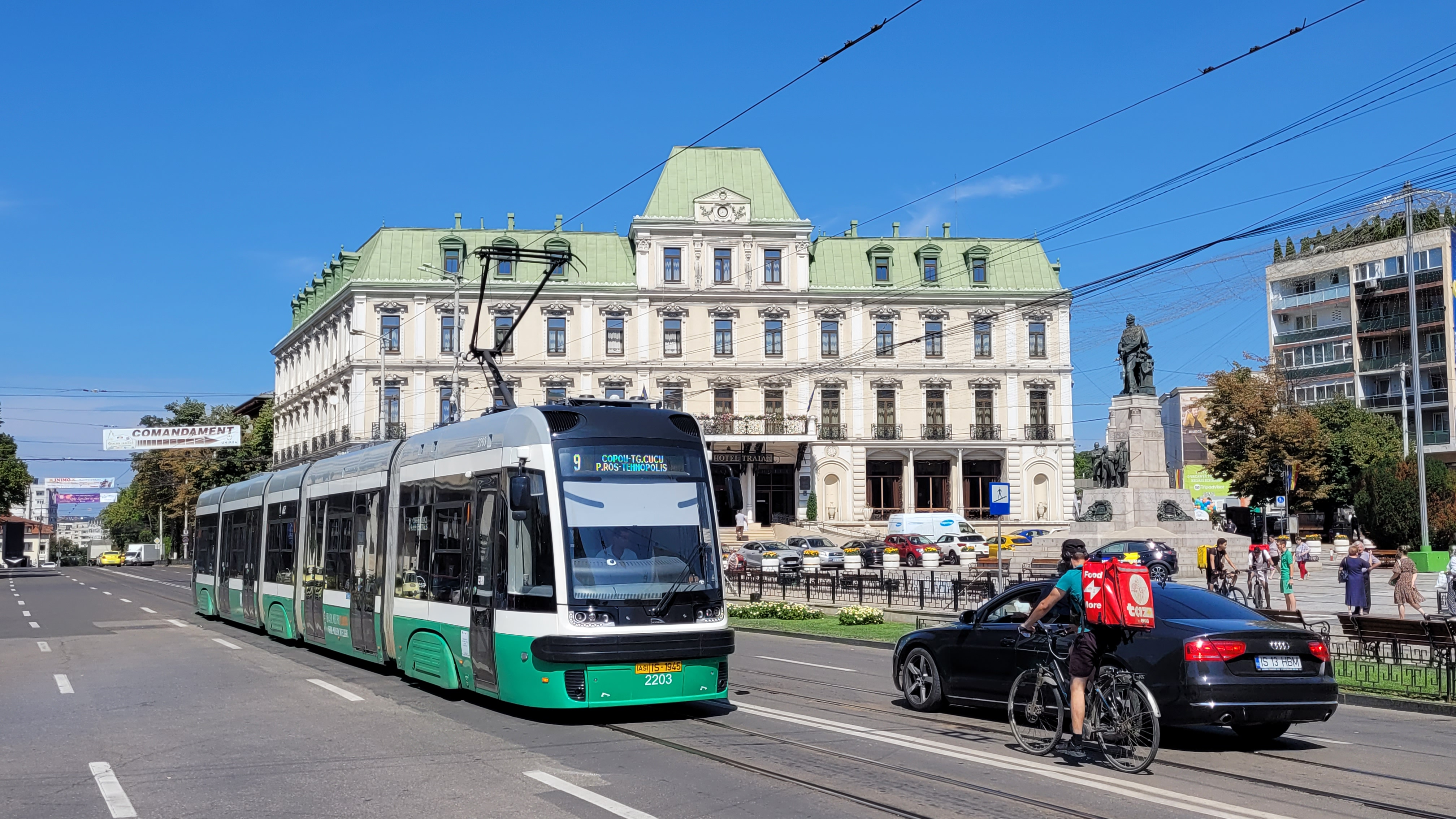
Pesa Swing 122NaJ auf der Piaţa Unirii.

Dank Fördergeldern der Europäischen Union konnten zwischen 2021 und 2023 jeweils 16 Neufahrzeuge der Typen Pesa Swing 122NaJ und Bozankaya Tramway beschafft werden. Bei beiden Typen handelt es sich um fünfteilige Multigelenkwagen mit etwa 30 Metern Länge. Durch diese Investitionen konnte das Durchschnittsalter der Fahrzeugflotte deutlich gesenkt und die Kapazität auf vielen Fahrten gesteigert werden.
Alle GT4, welche im Lauf ihrer Einsatzzeit keine Modernisierung erfahren haben, konnten bis 2022 abgestellt werden. Im Jahr 2023 folgte die Abstellung der Gelenkwagen Be 8/8.
Im Sommer 2025 begann die Lieferung von weiteren 18 dreiteiligen Bozankaya-Wagen.

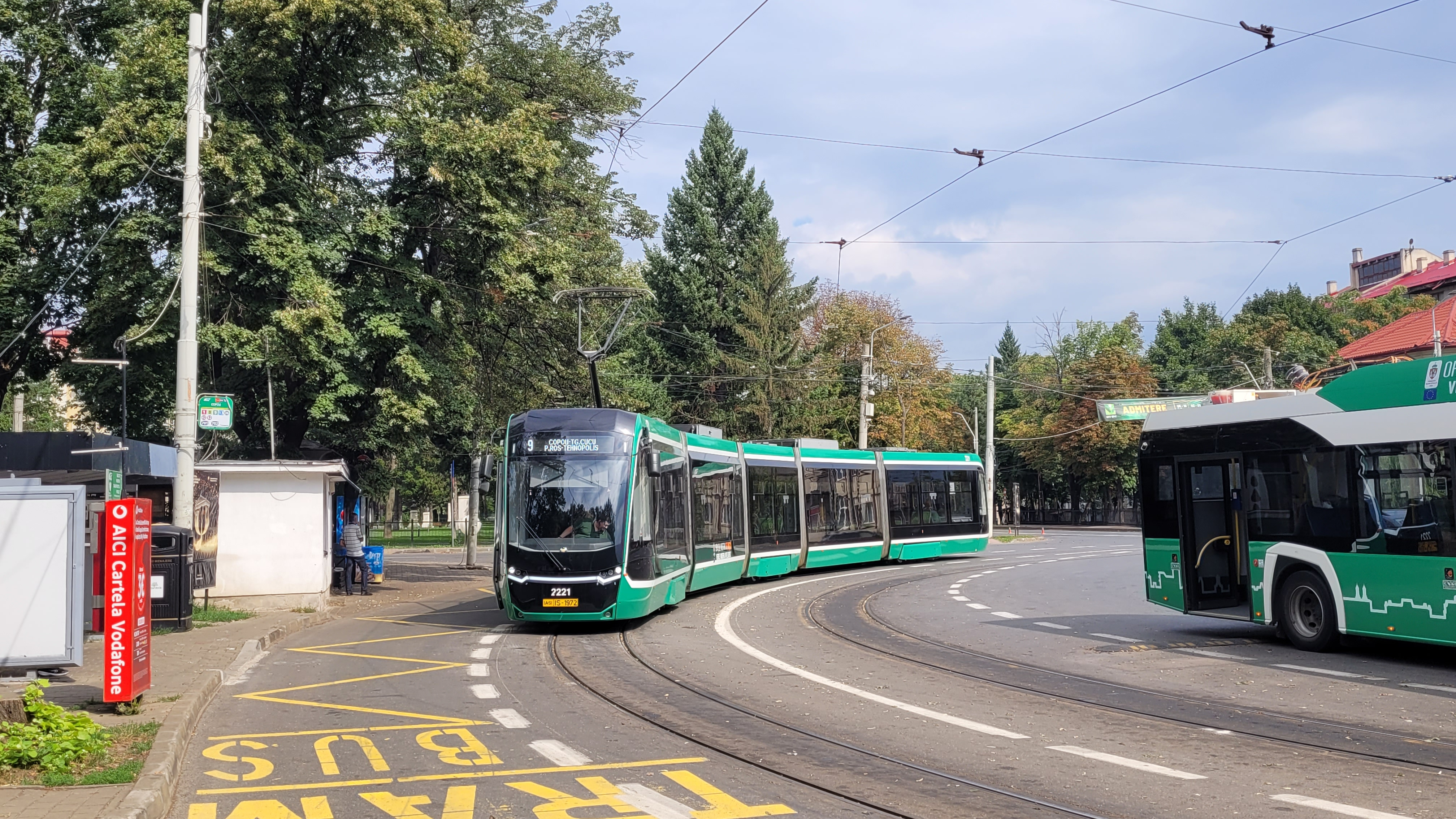
Bozankaya-Tram in der Schleife Copou.

## Gegenwart

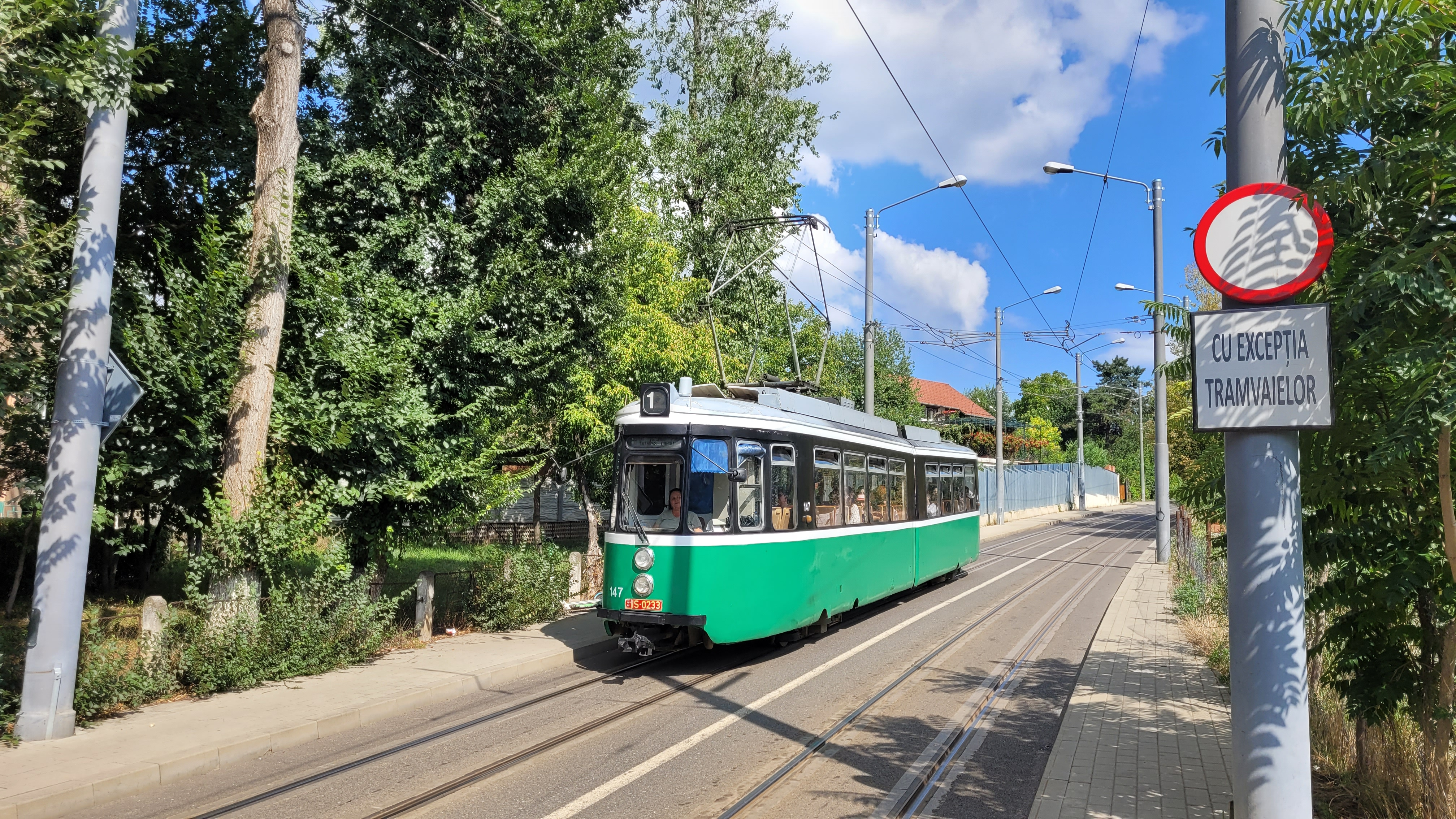
GT4 147 im aktuellen Farbschema.

Bei der Straßenbahn Iași werden zurzeit folgende Wagentypen eingesetzt:
- GT4, ehemals Stuttgart, Augsburg, Halle an der Saale und Nordhausen.
- MAN GT8, ehemals Augsburg.
- Duewag M6D und M8C, ehemals Mülheim an der Ruhr bzw. Essen.
- PESA Swing 122NaJ.
- Bozankaya Tramway.

Zu verschiedenen Anlässen verkehren außerdem Museumsfahrzeuge.

## Aktuelles Liniennetz
| Linie | Linienweg                                   | Ungefähre Fahrzeit | Linienlänge | Intervall Mo–Fr    | Intervall Sa–So    |
| ----- | ------------------------------------------- | ------------------ | ----------- | ------------------ | ------------------ |
|       | Copou → Podu Roș → Tătărași → Copou         | 66 min             | 17,5 km     | alle 10–11 Minuten | alle 10–11 Minuten |
|       | Gara ↔ Târgu Cucu ↔ Tătărași ↔ Dancu        | 32 min             | 7,8 km      | alle 8–9 Minuten   | alle 11–12 Minuten |
|       | Dacia ↔ Gara Internaţională ↔ Țuțora        | 30 min             | 9,5 km      | alle 11–12 Minuten | alle 17–18 Minuten |
|       | Dacia ↔ Gara ↔ Arcu ↔ Târgu Cucu            | 22 min             | 6,5 km      | alle 6–11 Minuten  | alle 10–11 Minuten |
|       | Canta ↔ Gara ↔ Podu Roș ↔ Țuțora            | 40 min             | 10,0 km     | alle 11–12 Minuten | alle 17–18 Minuten |
|       | Copou ↔ Tudor Vladimirescu ↔ Țuțora         | 40 min             | 10,0 km     | alle 11–12 Minuten | alle 17–18 Minuten |
|       | Copou ↔ Podu Roș ↔ Tehnopolis               | 36 min             | 10,1 km     | alle 5–8 Minuten   | alle 7–8 Minuten   |
|       | Dacia ↔ Gara Internaţională ↔ Tătărași Nord | 40 min             | 10,7 km     | alle 6–10 Minuten  | alle 10 Minuten    |
|       | Copou → Tătărași → Podu Roș → Copou         | 66 min             | 17,5 km     | alle 10–11 Minuten | alle 10–11 Minuten |

## Ehemalige Straßenbahnlinien
- 1 (Copou – Baza 3 – Țuțora)
- 1b (Copou – Baza 3)
- 2b (Canta – Bahnhof – Podu de Piatră – N. Iorga – Baza 3)
- 3b (Autogară – Centru – Tătărași Sud)
- 4 (Triumf – Tătărași – Tudor Vladimirescu – Triumf)
- 4b (Triumf – Tătărași Sud)
- 5b (Dacia – Podu Roș – Baza 3)
- 6 (Dacia – Târgu Cucu – Podu Roș – Țuțora)
- 7 (Canta – Târgu Cucu)
- 7 (Autogară – Podu Roș – Tătărași Nord)
- 8 (Triumf – Piața Unirii – Târgu Cucu – Tudor Vladimirescu – Tătărași – Triumf)
- 8b (Triumf – Baza 3)
- 9 (Bahnhof – Târgu Cucu – Podu Roș – CUG 2)
- 9b (Târgu Cucu – Podu Roș – CUG 2)
- 10 (Dacia – Podu de Piatră – Podu Roș – Pasaj Nicolina – CUG 2)
- 10b (Dacia – Podu de Piatră – Bd. Republicii (N. Iorga) – Pasaj Nicolina – CUG 2)
- 11 (Canta – Centru – Târgu Cucu)
- 12 (Tătărași Nord – Țuțora)
- 13 (Copou – Tătărași Sud)
- 13 (Dancu – Copou)
- 14 (Dancu – Tătărași Nord)
- 14 (Canta – Bahnhof – Bd. Republicii (N. Iorga) – Pasaj Nicolina – CUG 2)
- 15 (Tătărași Nord – Metalurgie – Țesătura – Bd. Republicii (N. Iorga) – Pasaj Nicolina – CUG 2)
- 16 (Canta – Centru – Tătărași – Metalurgie – Podu Roș – Târgu Cucu – Canta)
- 16b (Canta – Centru – Podu Roș – Metalurgie – Tătărași – Târgu Cucu – Canta)

Hinweis: der Zusatzbuchstabe b (von rumänisch barat) steht für ein gestrichenes Liniensignal.